# Zattoo
Zattoo es un proveedor de televisión por Internet con servicio gratuito en Europa. La empresa está fundada en Zúrich (Suiza) y cuenta también con oficinas en Ann Arbor (Estados Unidos). Su servicio es ofrecido en diferentes terminales: PC, iPhone, iPad, Android, Windows Phone 7, Xbox, Samsung SmartTV, LG SmartTV, Android Tv, Apple Tv entre otros. Su equipo de alrededor de 40 empleados es pionero en este servicio habiendo alcanzado más de 10 millones de usuarios registrados en toda Europa.

## Historia
Zattoo inició sus pruebas con canales suizos free-to-air coincidiendo con la Copa Mundial de Fútbol de 2006, comenzando con 4 canales suizos de televisión (SF 1, SF 2, TSR 1 y TSI 1) y ahora ofrece 94 canales en Suiza. De acuerdo a su sitio web, se añadirán más canales en el futuro.
El 20 de abril de 2007, Zattoo fue lanzado en Dinamarca con 10 canales y comenzó las pruebas en el Reino Unido. Zattoo está disponible en España desde el 10 de junio de 2007. El 4 de octubre de 2007 alcanzó 1 millón de usuarios registrados en Europa. Desde el 16 de enero de 2008, Zattoo también está disponible en Francia.
El 5 de agosto de 2008, Zattoo pidió a los usuarios españoles un pago de 2,40 € por servicio SMS con el fin de continuar con el servicio. Desde dicha fecha, Zattoo en España ha sido de pago, hasta el 13 de diciembre de 2012, cuando el proveedor volvió a ser gratuito de nuevo para los usuarios españoles. Además, Zattoo incorporó la suscripción de pago Zattoo HiQ, que permite ver los canales en calidad HD y sin publicidad cuando haces zapping.
El 4 de marzo de 2013, Zattoo añadió la función de grabación a su oferta de televisión. Completamente gratuita para todos los usuarios, con dicha función Zattoo daba la posibilidad de grabar nuestros programas favoritos de todos los canales de televisión que se ofrecen en el servicio, para verlos cuándo y dónde quisieras después de su emisión en televisión.
Desde enero de 2014, Zattoo dio la opción a sus usuarios de suscribirse a una suscripción de pago para ver algunos canales internacionales de televisión. En España se incluyeron los canales DR1 y DR2 de Dinamarca. 
En el año 2016 terminó su servicio en Francia.
En el año 2018 anunció a todos sus clientes a través del correo electrónico que habría terminado su servicio en el Reino Unido, España y Dinamarca el 28 de mayo de 2018.
Hoy Zattoo sigue transmitiendo en Suiza, Alemania y Austria.

## Canales
Canales disponibles en España hasta el 28 de mayo de 2018:
| Categoría                | Canales |
| ------------------------ | --- |
| Interés general          | La 1, La 2, DMAX, TVE Internacional |
| Zattoo HiQ               | La 1HD, TelemadridHD |
| Canales regionales       | Telemadrid, LaOtra, TV de Galicia Europa, Canal Sur Andalucía                                                                                       |
| Deportes                 | DMAX |
| Noticias                 | Canal 24 Horas, HispanTV, Deutsche Welle, France 24 (inglés), France 24 (francés), Bloomberg TV, Deutsches Anlegerfernsehen, SRF Info, Russia Today |
| Música                   | Deluxe Music |
| Interés especial         | Canal Parlamento, GOD Channel |
| Televisión internacional | TVP Polonia (Polonia) |
| Zattoo Internacional*    | DR1 (Dinamarca), DR2 (Dinamarca) |

* Los canales que se incluían en la categoría Zattoo Internacional sólo estaban disponibles en España con una suscripción de pago.
Canales disponibles en Francia hasta el mes de febrero de 2016:
| Categoría             | Canales |
| --------------------- | --- |
| Zattoo Free           | France 2, Bloomberg TV |
| Zattoo HiQ            | France 2HD, France 3HD, France 5HD, ARTE (francés), La Chaîne Parlementaire, France 4HD, France ÔHD, TV8 Mont-Blanc, Rouge TV, Al Jazeera English, Al Jazeera, Bloomberg TVHD, Deutsche Welle, SRF info, Deutsches Anleger Fernsehen, TV5 Monde, TVE Internacional, Canal 24 Horas, GOD Channel, Russia Today |
| Zattoo Internacional* | DR1 (Dinamarca), DR2 (Dinamarca), iTVN (Polonia), TVN 24 (Polonia) |

* Los canales que se incluían en la categoría Zattoo Internacional sólo estaban disponibles en Francia con una suscripción de pago.
Canales disponibles en Reino Unido hasta el 28 de mayo de 2018:
| Categoría             | Canales |
| --------------------- | --- |
| Zattoo Free           | S4C, Community Channel, Information TV, Al Jazeera English, Al Jazeera, Bloomberg TV, Deutsche Welle, TVE Internacional, Canal 24 Horas, France 24 (inglés), France 24 (francés), GOD Channel, Russia Today, SRF Info, Deutsches Anleger Fernsehen, STV, Ulster TV, TV8 Mont-Blanc, RT Doc |
| Zattoo Internacional* | iTVN (Polonia), TVN 24 (Polonia) |

* Los canales que se incluían en la categoría Zattoo Internacional sólo estaban disponibles en Reino Unido con una suscripción de pago.